# Cage9
I Cage9 sono un gruppo musicale alternative metal fondato nel 1993.

## Storia
Nel corso della loro carriera hanno fatto da apertura a band come Bad Religion, Queensrÿche, Candlebox, Sevendust, Tesla, Karnivool, Dokken, Quiet Riot, Lynch Mob, Smile Empty Soul, Caifanes, Journey, Cheap Trick e 38 Special.  
La canzone "Hearts & Stars" fa parte della colonna sonora del videogioco MX vs. ATV: Untamed. Cage9 ha registrato una versione della sigla "Good Ol' Boys" per The Dukes of Hazzard, che è stata utilizzata nei trailer del film del 2005 e The Dukes of Hazzard: The Beginning. La band ha anche registrato musica per una promozione WWE in favore dei wrestlers Steve Austin e Dolph Ziggler.
Il gruppo si è esibito nel novembre 2011 alla crociera rock annuale "Shiprocked"; Il 10 gennaio 2012 è stato incluso nella compilation di DSN Music intitolata Soundtrack to The End Times, con la canzone inedita "Needles and Pins"; Hanno anche registrato e pubblicato una cover del tema principale de Il Trono di Spade nel 2014.
La band ha trascorso il 2013 e il 2014 in tournée supportando il loro album How to Shoot Lasers from Your Eyes. Successivamente hanno iniziato le sessioni di registrazione per un nuovo album chiamato "Illuminator".
Il 3 giugno 2016  hanno pubblicato il loro album Illuminator  con l'etichetta EMP Label Group, seguito da una serie di spettacoli e feste. Hanno chiuso l'anno in tournée con Lacey Sturm negli Stati Uniti
Nel 2017 l'ex bassista e membro di lunga data Gustavo Aued è tornato nella band dopo aver suonato con i Powerman 5000 per un paio d'anni.

## Formazione
- Evan Rodaniche - voce, chitarra
- Jesse Beltz - chitarra
- Gustavo Awed - basso
- Ivan Canton - batteria

## Discografia
- 1995 - Master Blaster
- 1997 - Audiophiliac
- 2000 - Human Feedback
- 2005 - El Motivo
- 2009 - Survival Plan
- 2012 - How to Shoot Lasers from Your Eyes
- 2016 - Illuminator
- 2019 - Hyperstesia